# Geobatrachus walkeri
Geobatrachus walkeri is een kikker uit de superfamilie Brachycephaloidea. Het is de enige soort uit het geslacht Geobatrachus.
De kikker behoorde lange tijd tot de familie Strabomantidae, maar deze familie wordt tegenwoordig niet meer erkend. Geobatrachus walkeri is niet ingedeeld bij een van de onderfamilies van deze groep.
Geobatrachus walkeri is Endemisch in Colombia, de kikker is gevonden op berghellingen op een hoogte van ongeveer 1550 tot 2870 meter boven zeeniveau. Het is een algemene soort die op de bodem leeft en zowel dag- als nachtactief is. Waarschijnlijk ontwikkelt de kikker zich zonder tussenkomst van oppervlaktewater, en komen de kleine kikkertjes direct uit het ei, ze slaan het stadium van vrijzwemmend kikkervisje over. De eitjes worden afgezet onder stenen en hout.
Onderfamilies

Ceuthomantinae ·
Craugastorinae ·
Holoadeninae